# Rose Williams
Rose Victoria Williams (Ealing, Gran Londres; 18 de febrero de 1994) es una actriz inglesa. Sus papeles televisivos incluyen la princesa Claude en Reign y como Charlotte Heywood en Sanditon.

## Primeros años y educación
Williams nació en Ealing, al oeste de Londres, el 18 de febrero de 1994. Su madre trabajaba como diseñadora de vestuario y su padre como jardinero.
Su primer trabajo fue en una tienda de ropa en Dover Street Market cuando tenía 17 años. Estudió moda y a los 18 años decidió dedicarse a la actuación.

## Carrera
Williams apareció en Casualty, Reign, Medici y Curfew, antes de aparecer en Changeland con Seth Green y Macaulay Culkin.
Williams interpreta el papel principal en la adaptación de Andrew Davies de 2019 de Sanditon, la novela inacabada de Jane Austen. Su papel en Reign requirió que residiera en Toronto durante tres años.
Williams tuvo el papel principal en la película de terror británica The Power, también protagonizada por Emma Rigby, sobre una enfermera en el Londres de 1970. Williams también tiene un papel secundario en la adaptación cinematográfica La Sra. Harris va a París, protagonizada por Lesley Manville.

## Filmografía

### Cine
| Año  | Título                    | Papel                     | Notas        |
| ---- | ------------------------- | ------------------------- | ------------ |
| 2015 | Chicken                   | Lil                       |              |
| 2016 | Una serena pasión         | Vinnie Dickinson de joven |              |
| 2016 | Infinite                  | Lily                      | Cortometraje |
| 2019 | Changeland                | Emma                      |              |
| 2021 | The Power                 | Valerie / Val             |              |
| 2022 | Mrs. Harris Goes to Paris | Pamela Penrose            |              |
| 2023 | Encierro                  | Lina                      |              |

### Televisión
| Año       | Título               | Papel                  | Notas                |
| --------- | -------------------- | ---------------------- | -------------------- |
| 2014      | Casualty             | Imogen Renfrew         | Episodio: "Unhinged" |
| 2014–2017 | Reign                | Claude de Valois       | Temporadas 2-4       |
| 2019      | Curfew               | Faith Palladino        |                      |
| 2019–2023 | Sanditon             | Charlotte Heywood      | Personaje principal  |
| 2019      | Medici               | Catalina Sforza Riario | Temporada 3          |
| 2022      | That Dirty Black Bag | Symone                 | Temporada 1          |